# Grădești, Bacău
Grădești este un sat în comuna Dealu Morii din județul Bacău, Moldova, România.